# Абдулла Муса
Абдулла Муса (араб. عبد الله موسى, нар. 2 березня 1958) — еміратський футболіст, що грав на позиції воротаря.
Виступав, зокрема, за клуб «Шарджа», а також національну збірну ОАЕ.

## Клубна кар'єра
У дорослому футболі дебютував виступами за команду клубу «Шарджа», кольори якої і захищав протягом усієї своєї кар'єри гравця.

## Виступи за збірну
На міжнародному рівні виступав за національну збірну ОАЕ.
У складі збірної був учасником кубка Азії з футболу 1984 року у Сінгапурі, чемпіонату світу 1990 року в Італії.